# Albert Pierrepoint
Albert Pierrepoint, född 30 mars 1905 i Clayton i Bradford i West Yorkshire, död 10 juli 1992 i Southport i Merseyside, var en brittisk skarprättare.
Ett av Pierrepoint mest kända uppdrag var hängningen av elva tyska krigsförbrytare som dömdes till döden vid Belsenrättegången 1945. Bland de avrättade återfanns Josef Kramer, Fritz Klein och Irma Grese. Han avrättade även den för högförräderi dömde William Joyce (Lord Haw-Haw).
År 1951 hängde Pierrepoint mördaren James Inglis. Mycket uppmärksammad blev även avrättningen av Ruth Ellis 1955, den sista kvinnan som avrättades i Storbritannien.
År 2005 hade filmen Pierrepoint, om hans liv, premiär, med Timothy Spall i titelrollen.